# Альби-Нор-Эст
Альби́-Нор-Эст (фр. Albi-Nord-Est) — упразднённый кантон во Франции, находился в регионе Юг-Пиренеи, департамент Тарн. Входил в состав округа Альби.
Код INSEE кантона — 8119. Всего в кантон Альби-Нор-Эст входили четыре коммуны, из них главной коммуной являлась Альби.
Кантон был упразднён в марте 2015 года.

## Население
Население кантона на 2006 год составляло 12 205 человек.
| 1962 | 1968 | 1975 | 1982 | 1990 | 1999   | 2006   | 2009 |
| ---- | ---- | ---- | ---- | ---- | ------ | ------ | ---- |
| —    | —    | —    | —    | —    | 11 725 | 12 205 | —    |

## Коммуны кантона
| Коммуна          | Население, чел. (2010) | Почтовый индекс | Код INSEE |
| ---------------- | ---------------------- | --------------- | --------- |
| Альби            | 4778                   | 81000           | 81004     |
| Артес            | 2463                   | 81160           | 81018     |
| Ле-Гаррик        | 1163                   | 81450           | 81101     |
| Лекюр-д’Альбижуа | 4186                   | 81380           | 81144     |